# Rügen Radio
Rügen Radio (Rufzeichen: DHS / Y5M) war eine Küstenfunkstelle in Deutschland. Sie hatte ihre Betriebszentrale im Ort Glowe, die Sendeanlage befand sich im Ort Lohme auf der Insel Rügen und eine ihrer Aufgaben war die Verbreitung von Sturmwarnungen und Seewetterberichten.  Größere öffentliche Bekanntheit erlangte die Küstenfunkstelle mit der ab 1977 ausgestrahlten Fernsehserie Zur See in Folge 5 Ruf an Rügenradio, in welcher von dem Lehr- und Frachtschiff J. G. Fichte der Deutschen Seereederei aus der Kontakt zu einer der Rostocker Universitätskliniken für das für Patienten aus der Berufsgruppe der Seeleute bedeutsame Medico-Gespräch hergestellt wurde.

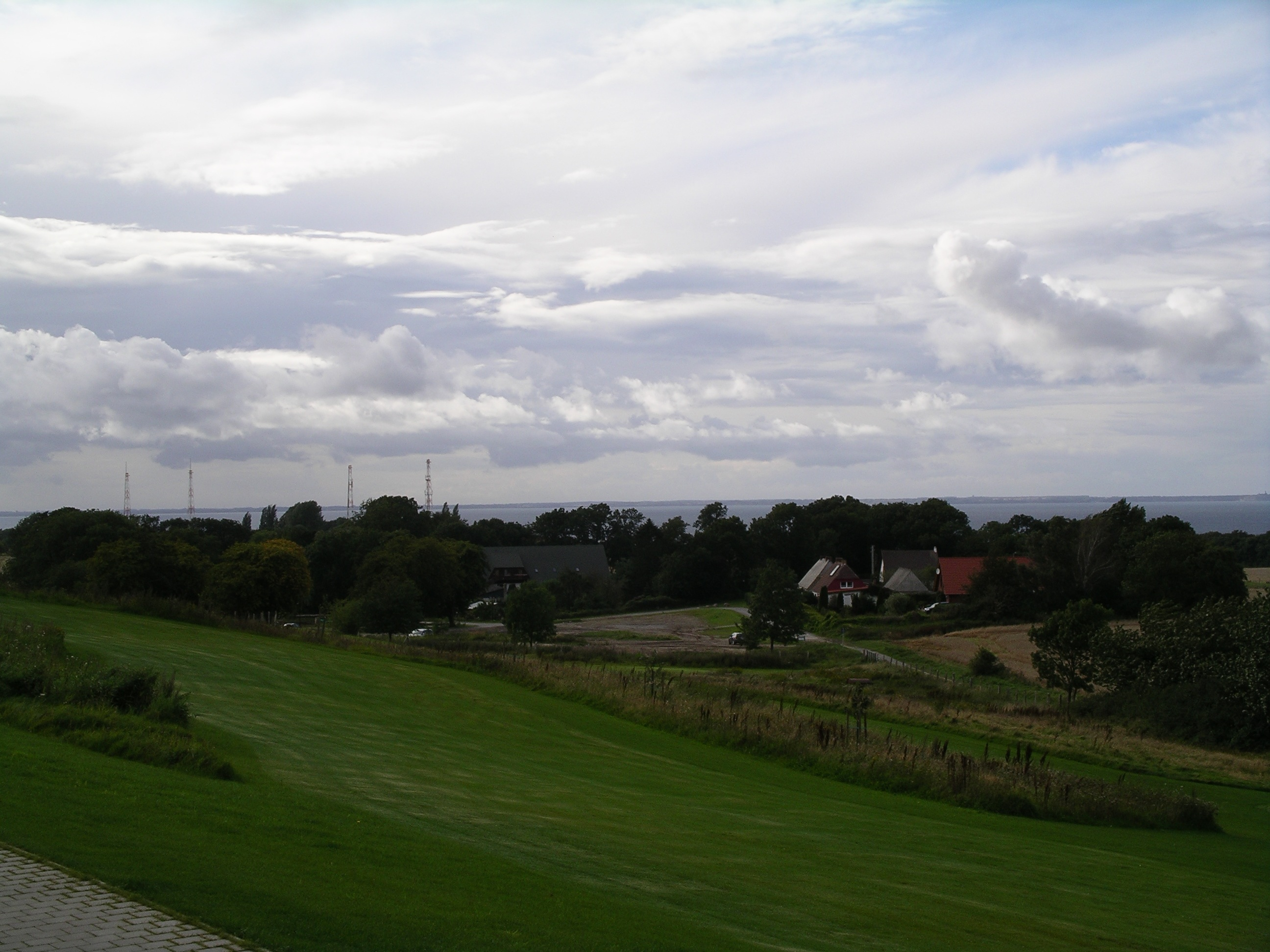
Ehemalige Sendeanlage in Lohme

## Die Anfänge
Durch das stetige Anwachsen der Seeschifffahrt zu Beginn des 20. Jahrhunderts wurde funktechnische Betreuung der Schiffe auch in der Ostsee dringend erforderlich. Hauptaufgabe sollten Funkwache und Funkverkehr zur Sicherung des menschlichen Lebens auf See sein. Am 11. September 1911 wurde deshalb in Swinemünde eine Küstenfunkstelle in Betrieb genommen. Sie wurde „Küstenfunkstelle Swinemünde“ (gleichzeitig der Name für den Anruf im Sprechfunkverkehr) benannt und als Rufzeichen (internationales Unterscheidungssignal und sozusagen als „Kurzname“ im Morse-Funkverkehr) wurden ihr die Buchstaben DAS zugewiesen.

## 1930 bis 1932
Ab 1930 wurde der Bau einer leistungsfähigeren Küstenfunkstelle notwendig. Bei dieser Gelegenheit wurde eine Standortänderung vorgenommen, um mit der Küstenfunkstelle mehr in das Zentrum des zu versorgenden Seegebietes zu kommen. Wegen der begünstigenden Abstrahlvorzugsrichtung war ein Standort im Norden der Insel Rügen günstig.
Feldstärkemessungen ergaben, dass der günstigste Punkt für die Errichtung einer Funkempfangsstelle der Ort Glowe am Anfang der Schaabe und für die Errichtung der Funksendestelle der in östlicher Richtung 10 Kilometer entfernt liegende Ort Lohme auf der Halbinsel Jasmund bilden.
Dazu ist zu bemerken, dass damals an Funkverkehr auf Mittelwelle und auf Grenzwelle gedacht war. Das reichte aus, um die gesamte Schifffahrt im Gebiet der mittleren und südlichen Ostsee zu versorgen. Weiter entfernte Seegebiete waren durch andere Küstenfunkstellen angebunden. Damals begann man gerade erst die Kurzwelle für die Überbrückung großer Entfernungen zu erschließen.
Die Funkempfangsstelle wurde etwa 400 Meter vor dem östlichen Ortseingang von Glowe errichtet. Die Funksendestelle wurde auf dem südlich von Lohme liegenden Hügel, dem „Teufelsberg“, erbaut. Die neuerrichtete Küstenfunkstelle erhielt die Bezeichnung „Küstenfunkstelle Rügen Radio“, behielt aber als „Andenken“ an den bisherigen Standort Swinemünde das Rufzeichen DAS. Im Jahr 1932 wurden Personal und technische Einrichtungen von Swinemünde zu den neuen Standorten auf Rügen verlegt.

## Zweiter Weltkrieg
Im Verlauf des Zweiten Weltkrieges wurde Rügen Radio in das Funkwesen der Kriegsmarine integriert. Unter anderem wurde berichtet, dass von Glowe Fernmeldeaufklärung (Abhören und Entschlüsseln gegnerischer Funkverbindungen) in Richtung Nordatlantik erfolgt sei.
1945 wurde der Betrieb eingestellt. Zwei Tage vor dem Eintreffen der Roten Armee wurde Rügen Radio gesprengt. Übrig blieb ein Wohnhaus direkt an der Straße.

## 1945 bis zur „Wende“
Im Zuge des allmählichen Aufbaus der volkseigenen Fischwirtschaft entstand in Sassnitz auf Rügen eine Kutterflotte. Zu deren Lenkung und zur Betreuung der Menschen auf See konnte auf eine funktechnische Nachrichtenübertragung nicht verzichtet werden. Das Fischkombinat nahm deshalb ab Ende 1948 Verhandlungen mit der damaligen Hauptverwaltung Funkwesen auf. Diese erklärte sich bereit, eine neue Küstenfunkstelle zu errichten.
Der Wiederaufbau der zerstörten Küstenfunkstelle erfolgte unter Leitung der Oberpostdirektion Schwerin durch das Telegrafenbauamt Stralsund. Sie nahm am 22. September 1949 um 03:00 Uhr morgens zunächst von Lohme aus den Telefonie-Funkverkehr mit den ersten beiden Kuttern der Fischfangflotte Sassnitz auf. Das Rufzeichen der neuen Küstenfunkstelle wurde DHS.
Das Anwachsen der Hochseefischereiflotte der DDR, die Ausdehnung der Fanggebiete bis zur Nordsee, später bis zum Nordmeer und zur Barentssee, erforderten eine Erweiterung der technischen Anlagen von Rügen Radio sowie die räumliche Trennung der Funksende- und Funkempfangsstelle, um den Empfang der leistungsschwachen Schiffssender nicht durch die eigene starke Aussendung zu beeinträchtigen.
Die Sendestelle blieb in Lohme, während die Empfangsstelle in Glowe zunächst in einigen Räumen eines Wohnhauses untergebracht wurde. Das Gebäude der Funkempfangsstelle wurde, in Anlehnung an den alten Stil, wiedererrichtet und 1953 in Betrieb genommen.
Zur aktuellen Information der Seeleute wurde 1953 mit der Aussendung einer sogenannten „Schiffspresse“ begonnen. Sie erschien täglich mit Neuestem aus Wirtschaft, Politik, Kultur und Sport. In der Ferne hatten diese Neuigkeiten aus der Heimat einen hohen Stellenwert bei den Besatzungen.
Ab 1957/1958 wurden Nachrichtenverbindungen von Rügen Radio zu Schiffen der DDR auf allen Ozeanen hergestellt. Ab 1958 wurden auch erste Seefunkgespräche auf Kurzwelle durchgeführt. Ende 1964 waren es rund 480 Seefunkstellen (das ist die im Zusammenhang mit dem Seefunkdienst übliche Bezeichnung für ein Schiff) der DDR, die über Rügen Radio mit der Heimat Verbindung halten konnten.
Die Entwicklung der Handels- und Fischereiflotte der DDR und das verstärkte Anlaufen der Häfen durch fremde Schiffe machten eine erneute Nachrüstung der technischen und betrieblichen Anlagen dieser Küstenfunkstelle notwendig. Diese Erweiterungen wurden vorwiegend 1965 und 1966 realisiert.
Die nächste Aufgabenausweitung kam auf Rügen Radio zu, als durch den Sechstagekrieg im Nahen Osten der Suezkanal geschlossen wurde. Die erheblich weiteren Seewege um das Kap der Guten Hoffnung herum und durch den Panamakanal wurden erforderlich und mussten funktechnisch sichergestellt werden. Im Jahr 1967 wurde Funkverkehr mit inzwischen ungefähr 560 Schiffen der DDR abgewickelt.
Ab 1968 wurde ein Dispatcherplatz für Kurzwellen-Telegrafie eingerichtet, um den zugenommenen Fernverkehr effektiver koordinieren zu können.
Die bisher verwendeten Richt-Empfangsantennen waren etliche Jahre vorher definiert für die damals befahrenen Seegebiete geplant und gebaut worden. Inzwischen wurden außerdem viele andere Gebiete befahren. Und eine ordentliche Küstenfunkstelle musste auf allen Seefunk-Kurzwellen-Frequenzen und in alle Richtungen mit Richtantennen „hören“ können. Ab 1972 wurde daher ein System von acht V-Antennen (je eine für 45 Grad Öffnungswinkel) an einem einzigen Mast eingesetzt. Dieser „V-Stern“ hat sich bis zum Ende des Kurzwellenverkehrs von Rügen Radio gut bewährt. Neben den Vorteilen durch die stabilere Funkverbindung wurde dadurch auch der Aufwand für die Instandhaltung des Antennenparks stark reduziert.
1973 wurde die DDR politisch anerkannt, in die UNO aufgenommen, trat dem Weltpostverein und dem Internationalen Fernmeldeverein bei. Das blieb nicht ohne Auswirkungen auf die Arbeit von Rügen Radio. Die Küstenfunkstelle der DDR erhielt auch für Reedereien „nichtsozialistischer“ Staaten Bedeutung. Nun „durfte“ Telegramm- und Gesprächsverkehr auch über Rügen Radio geführt werden. Die Erlöse aus diesem Funkverkehr stiegen innerhalb eines Jahres (von 1973 bis 1974) um 50 Prozent an.
Ende der 1970er Jahre erhielt die DDR neue Rufzeichen für ihre Funkstellen, nämlich die Rufzeichenreihe Y2A … Y9Z. Das war konsequent, denn die Vollzugsordnung für den Funkdienst legte fest, dass die Staatszugehörigkeit einer Funkstelle aus ihrem Rufzeichen (erstes und zweites Zeichen) erkennbar sein soll. Bis dahin gab es keine erkennbaren Unterschiede bei der Zuteilung der Rufzeichen. Rügen Radio erhielt nun das Rufzeichen Y5M.

## Nachwendezeit und das Ende von Rügen Radio

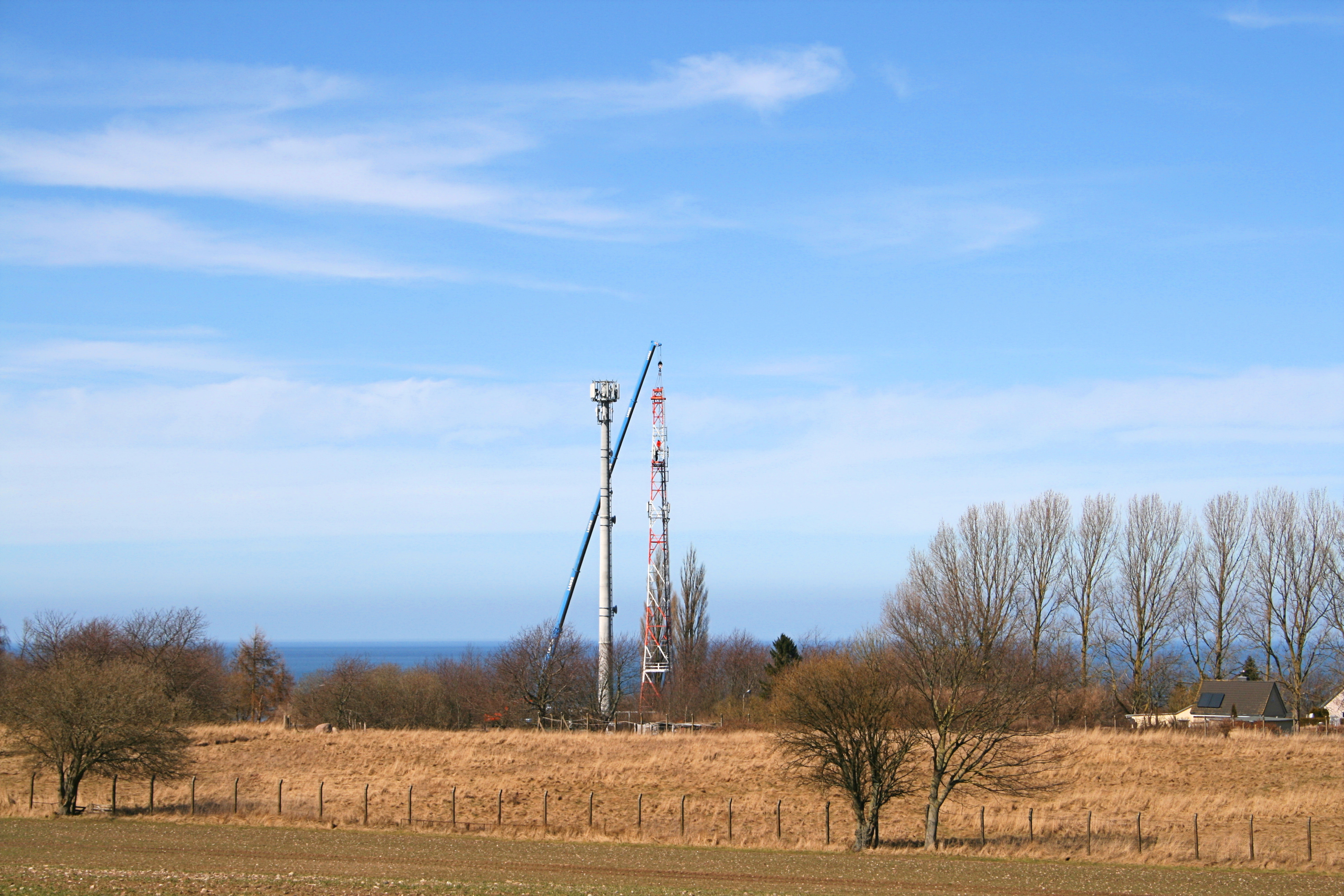
Der letzte Sendemast in Lohme wird abgebaut (April 2018)

Nach dem Beitritt der DDR zur Bundesrepublik kehrte Rügen Radio zum alten Rufzeichen DHS zurück.
Am 3. Oktober 1990 erfolgte der Beitritt der DDR zur Bundesrepublik Deutschland. Damit entstand, was den Küstenfunkdienst anging, die folgende Situation: Im westlichen Norddeutschland gab es die sehr gut ausgerüsteten Küstenfunkstellen Norddeich Radio, Kiel Radio und Elbe-Weser Radio, die zur Deutschen Bundespost gehörten. Die Deutsche Bundespost war ungleich leistungsfähiger als die Deutsche Post der DDR.
Kiel Radio und Elbe-Weser Radio arbeiteten bereits im Nahbereich, d. h. mit Schiffen in der Nord- und Ostsee. Norddeich Radio führte zudem außer im Nahbereich auch Kurzwellen-Weitverkehr mit Schiffen auf allen Weltmeeren durch. Hinzu kam, dass die Küstenfunkstellen in den alten Bundesländern nicht mehr voll ausgelastet waren, weil ein zunehmender Teil des Funkverkehrs im küstennahen Bereich über die Mobilfunknetze abgewickelt wurde, ein ebenfalls zunehmender Teil des Funkverkehrs mit fernen Schiffen über Satellitenverbindungen lief sowie immer weniger deutsche Besatzungsmitglieder zur See fuhren, und damit auch der private Funkverkehr über deutsche Küstenfunkstellen zurückging. Deshalb lag es nahe, den Weitverkehr (auf Kurzwelle) allein nur noch bei Norddeich Radio zu konzentrieren. Rügen Radio stellte den Weitverkehr ein.
Die Funkempfangsstelle Glowe wurde zwar noch einmal technisch neu ausgestattet und übernahm sogar für wenige Jahre den gesamten deutschen UKW-Küstenfunkdienst in der Ostsee, während Kiel Radio geschlossen wurde. Weil der Küstenfunkverkehr aber immer weiter zurückging, auch die Dienste auf Mittel- und Grenzwelle sich nicht mehr lohnten und für die Sicherheit der Schifffahrt entbehrlich wurden, stellte 1998 Rügen Radio den Küstenfunkdienst vollständig ein. Der UKW-Küstenfunkdienst wurde vorerst bei Norddeich Radio konzentriert, bis auch dieses aufgelöst wurde.
Der letzte der bis dahin das Ortsbild von Lohme prägenden Sendemasten wurde am 4. April 2018 abgebaut.
Die funktechnische Abdeckung der deutschen Seegebiete für Notfälle, einschließlich der Ostsee,  für wird heute über Bremen Rescue Radio der  Rettungsleitstelle See sichergestellt.